# Dschulfa (Isfahan)

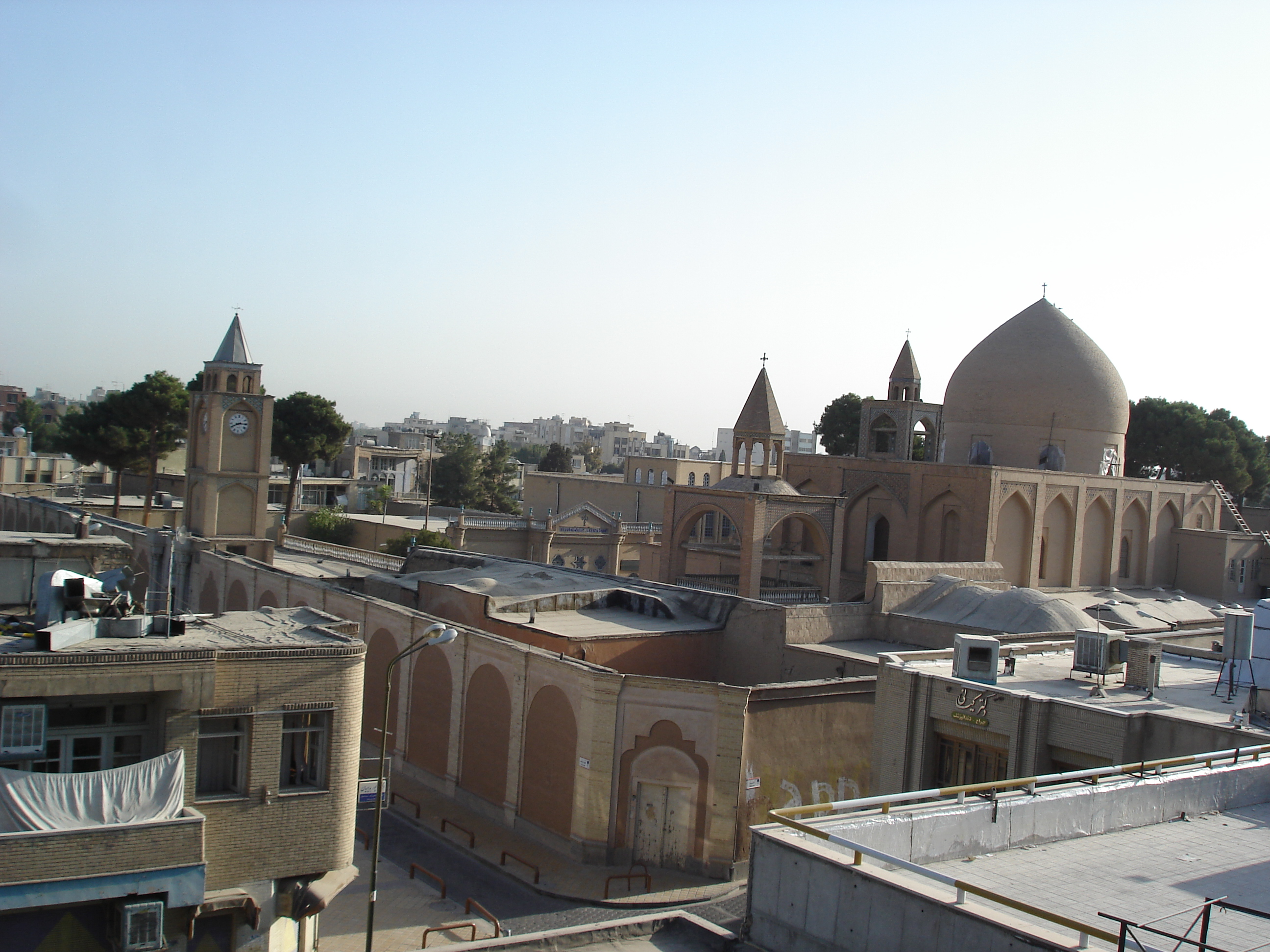
Blick über Neu-Dscholfa, 2009. Rechts die armenische Heilige-Erlöser-Kathedrale (Vank).

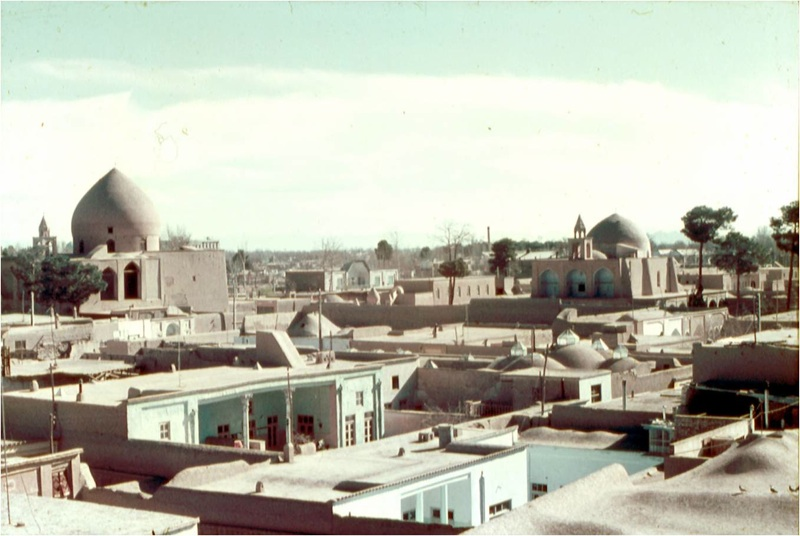
Blick über Neu-Dscholfa, 1971. Links die St.-Bethlehem-Kirche von 1628, rechts die Kirche der heiligen Muttergottes von 1613

Dschulfa, auch Neu-Dschulfa (armenisch Նոր Ջուղա Nor-Dschuga, persisch نو جلفا), ist ein armenischer Stadtteil von Isfahan, Iran. Er liegt am Ufer des Zayandeh-Rud-Flusses.

## Geographische Lage und Beschreibung des Viertels

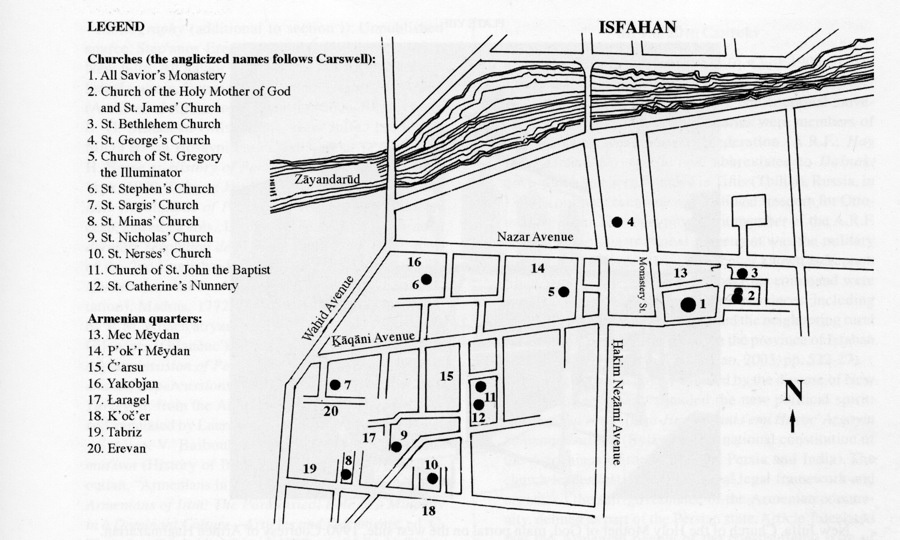
Stadtplan von Neu-Dschulfa, 1829

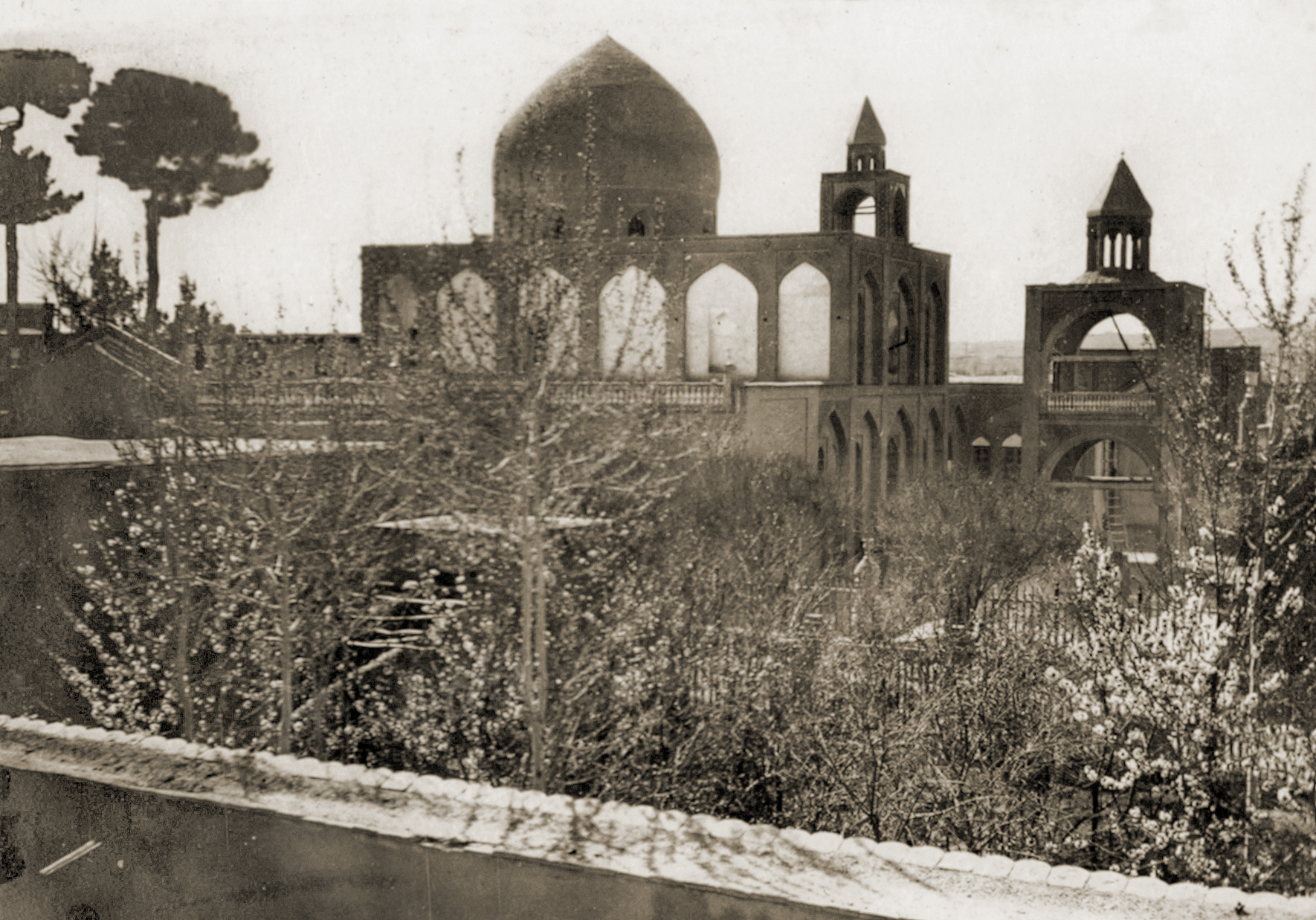
Blick auf die Heilige-Erlöser-Kathedrale (Vank), 1930er Jahre

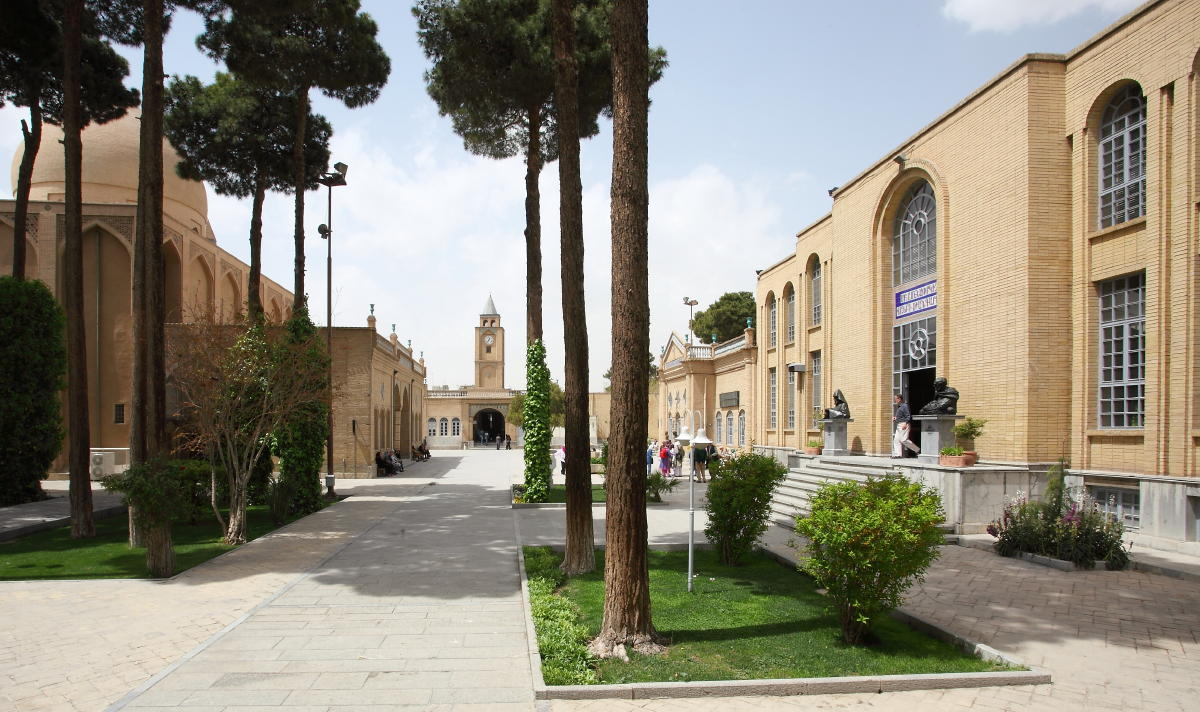
Innenhof des Gebäudekomplexes der Heilige-Erlöser-Kathedrale (Vank)

Das am Südufer des Zayandeh Rud gelegene Neu-Dschulfa ist über die Marnan-Brücke von 1599 im Westen und die Felezi-Brücke von 1950 (Ersatz für eine ältere Brücke) im Osten mit den Stadtteilen nördlich des Flusses verbunden (Lonban-Viertel محله لنبان und Abbas Abad عباس آباد). 1976 kam noch die östlich davon gelegene Azar-Brücke dazu.
Von der Marnan-Brücke führt die Marnan-Straße und in Verlängerung die Wahid-Allee nach Süden. Von der Felezi-Brücke ist es die Hakim-Nezami-Straße und von der Azar-Brücke die Tohid-Straße, die als Hauptachsen in Nord-Süd-Richtung durch das Viertel führen. In West-Ost-Richtung für die Nazar-Straße (خیابان نظر) von der Marnan-Straße ganz durch das Viertel, südlich davon parallel die etwas schmalere Kaqani-Straße (خیابان خاقانی), die in der östlichen Verlängerung „Kirchstraße“ (خیابان کلیسا) heißt und westlich der Tohid-Straße als Sackgasse endet. Am südlichen Rand des Viertels für in West-Ost-Richtung die Mohtasham-Kashani-Straße. Die Erlöserkathedrale (Vank) der Armenischen Apostolischen Kirche steht an der Ostseite der „Klosterkirchstraße“ (خیابان کلیسای وانک) und der Nordseite der „Kirchstraße“, südlich der Dscholfa-Straße (جلفا) und rund 200 m südlich der Nazar-Straße. 200 ost-nordöstlich der Kathedrale, von der östlich gelegenen Tohid-Straße durch Blockrandbebauung abgetrennt, aber durch ihre hohe Kuppel sichtbar, steht die armenische Sankt-Marien-Kirche. Nördlich von dieser, von ihr getrennt durch das Sträßlein „Maria der Schmerzen“ (ﻧﻤﺎﺰﺨﺎﻨة ﻣﺮﻴﻢ, östliche Verlängerung der Dscholfa-Straße), an der Südseite der Nazar-Straße, etwa 50 m westlich von deren Kreuzung mit der Tohid Straße, steht die armenische St.-Bethlehem-Kirche (Bedchem). An der Ostseite der Hakim-Nezami-Straße etwa 100 m nördlich der Nazar-Straße befindet sich die Sankt-Georg-Kirche (Surp Kework). Die katholische Kirche Unserer Lieben Frau vom Rosenkranz steht an der Nordseite der Sang-Tarashha-Allee 40 m südlich des Hauses der französischen Kunst der Universität Isfahan, etwa 200 m nördlich der Mohtasham-Kashani-Straße, 250 m westlich der Hakim-Nezami-Straße und rund 700 m südwestlich der armenisch-apostolischen Erlöserkathedrale (Vank).
Die U-Bahn Isfahan verläuft in Nord-Süd-Richtung östlich des Viertels entlang der Chahar-Bagh-E-Bala-Allee, etwa 600 m östlich parallel zur Tohid-Straße, mit den U-Bahnhöfen Schariati und nördlich davon Si-O-Se-Pol direkt südlich der Brücke Si-o-se Pol von 1632.
Die Kirchen von Neu-Dschulfa unterscheiden sich in ihrem Stil von typischen armenischen Kirchen in anderen Gegenden. Sie wurden im 17. Jahrhundert beim Ausbau der Stadt Isfahan errichtet und orientieren sich an der iranischen Architektur der Region. Sie haben einen rechteckigen Grundriss und sind im Stil anderer Häuser der Stadt aus Tonziegeln errichtet. Die Kuppeln dieser Kirchen sind nicht wie meist bei armenischen Kirchen pyramidenförmig, sondern wie etwa bei iranischen Moscheen rund und laufen nur oben spitz zu. Anders ist dies nur bei den Narthizes, die erst später ergänzt wurden, als auch Glocken erlaubt wurden, bei denen es auch pyramidenförmige Dächer gibt. Die Kirchen sind in ihrem Inneren mit Gips bedeckt und meist mit sehr prächtigen Wandmalereien verziert.

## Geschichte
Nachdem Schah Abbas I. 1603 Armenien erobert und zwei Jahre später erkannt hatte, dass er das Gebiet nicht halten konnte, hinterließ er verbrannte Erde und siedelte die Bewohner der Weberstadt Dschulfa in den Süden von Isfahan um.
Um 1880 besaßen die ca. 2000 Armenier von den ehemaligen 13 glänzenden noch sechs heruntergekommene Kirchen und ein Nonnenkloster, das der Wohnsitz des armenischen Bischofs war. Die Katholiken hatten eine Kirche mit einem kleinen Dominikanerkloster. Die Strecke zwischen Neu-Dschulfa und Isfahan bestand aus einem Trümmerfeld.
Heute gibt es noch mindestens 12 Kirchen für die ungefähr 25.000 armenischen Bewohner Neu-Dschulfas. Hierzu zählen die Vank-Kathedrale, die Bedchem-Kirche, die St.-Marien-Kirche am Dschulfaplatz und die Jerewan-Kirche.

## Armenische Schulen
Die armenischen Kinder von Dschulfa besuchen Schulen, die im Armenischen Nationalen Bildungskomplex zusammengefasst sind. Hier sind fünf Bildungseinrichtungen zusammengefasst, die im Jahre 2019 von etwa 380 Kindern besucht wurden: ein Kindergarten, eine Vorschule, die Primarschule „Armen“, die Knabenschule „Katarinian“ und die Mädchenschule „Kananian“. Alle Lernenden entstammen armenischen Familien. Die Bildungsinhalte entsprechen denen in sonstigen iranischen Schulen mit Ausnahme des Korans. Als Besonderheit in Iran sind aus Spargründen in dem Bildungskomplex seit 2018 Schulen für Mädchen und Knaben zusammengefasst, was die einzige Ausnahme im ganzen Land sein soll.

## Übersicht über die Sehenswürdigkeiten von Neu-Dschulfa

### Kirchen

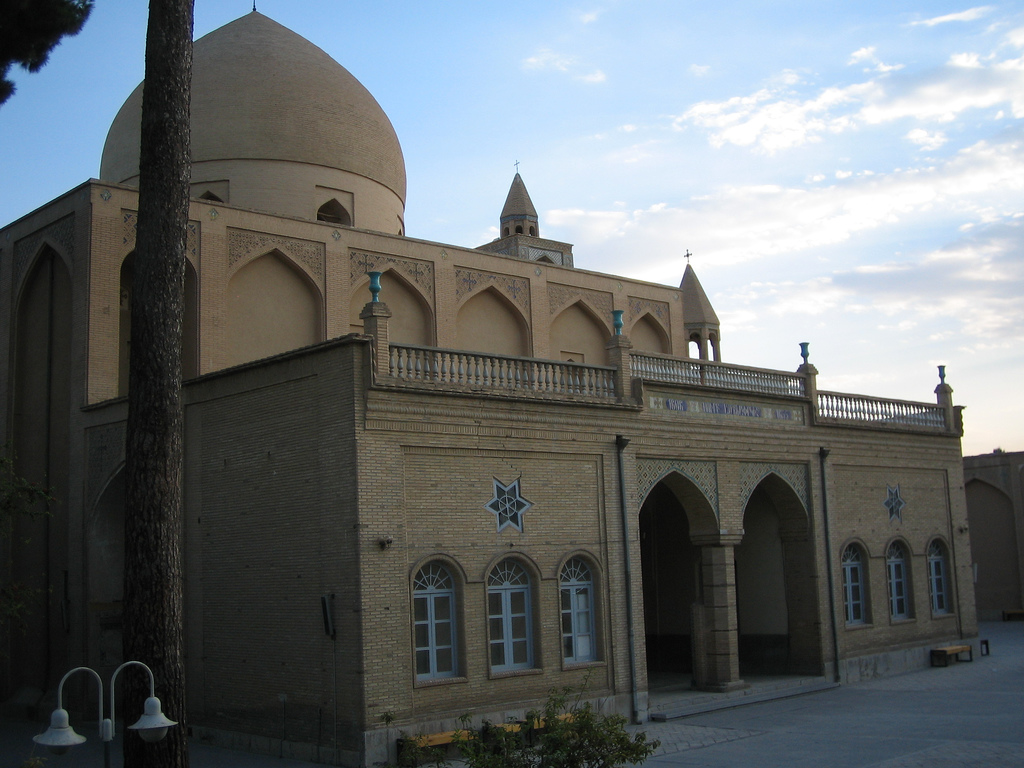
Erlöserkathedrale

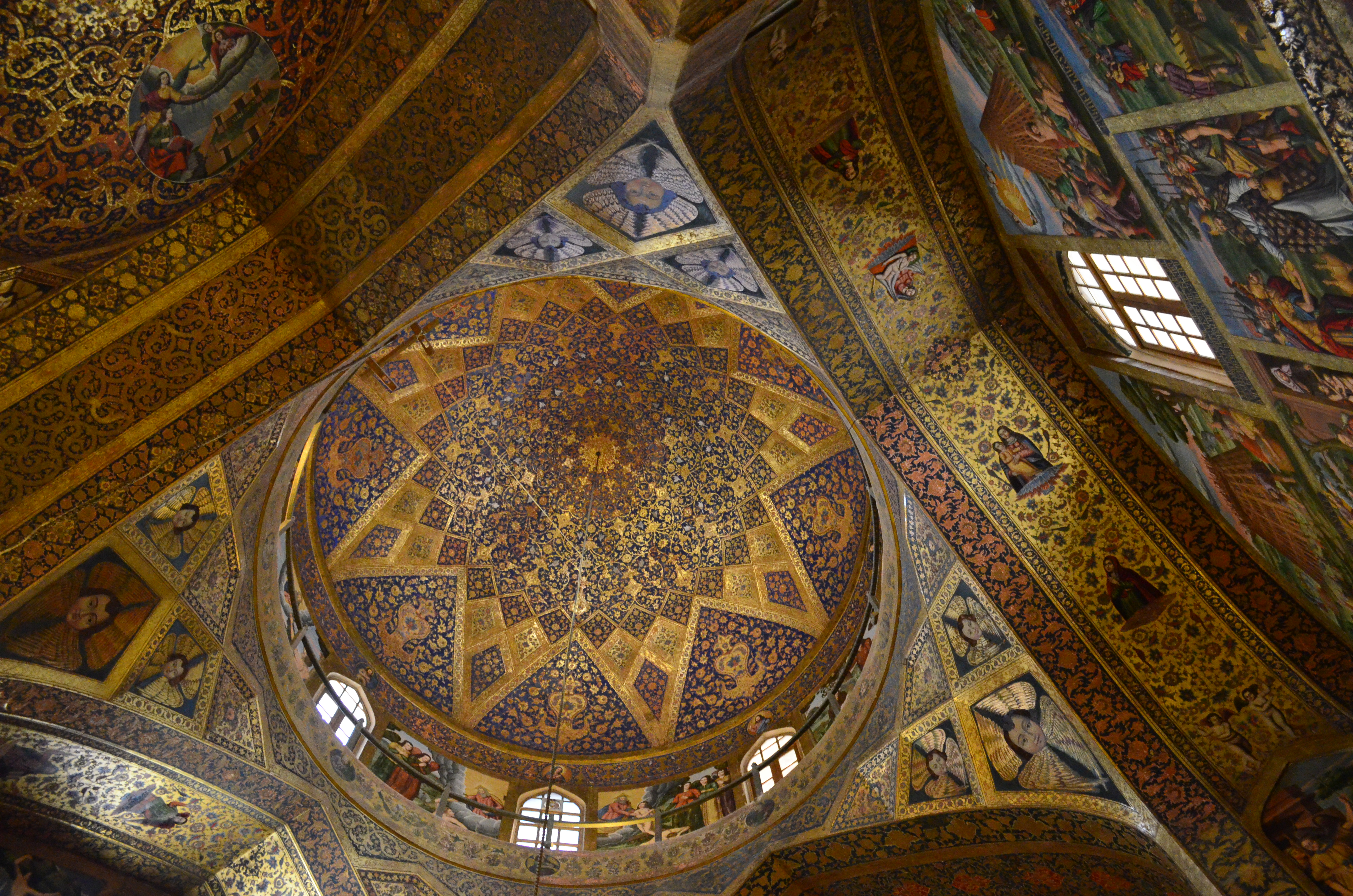
Decke der Erlöserkathedrale.

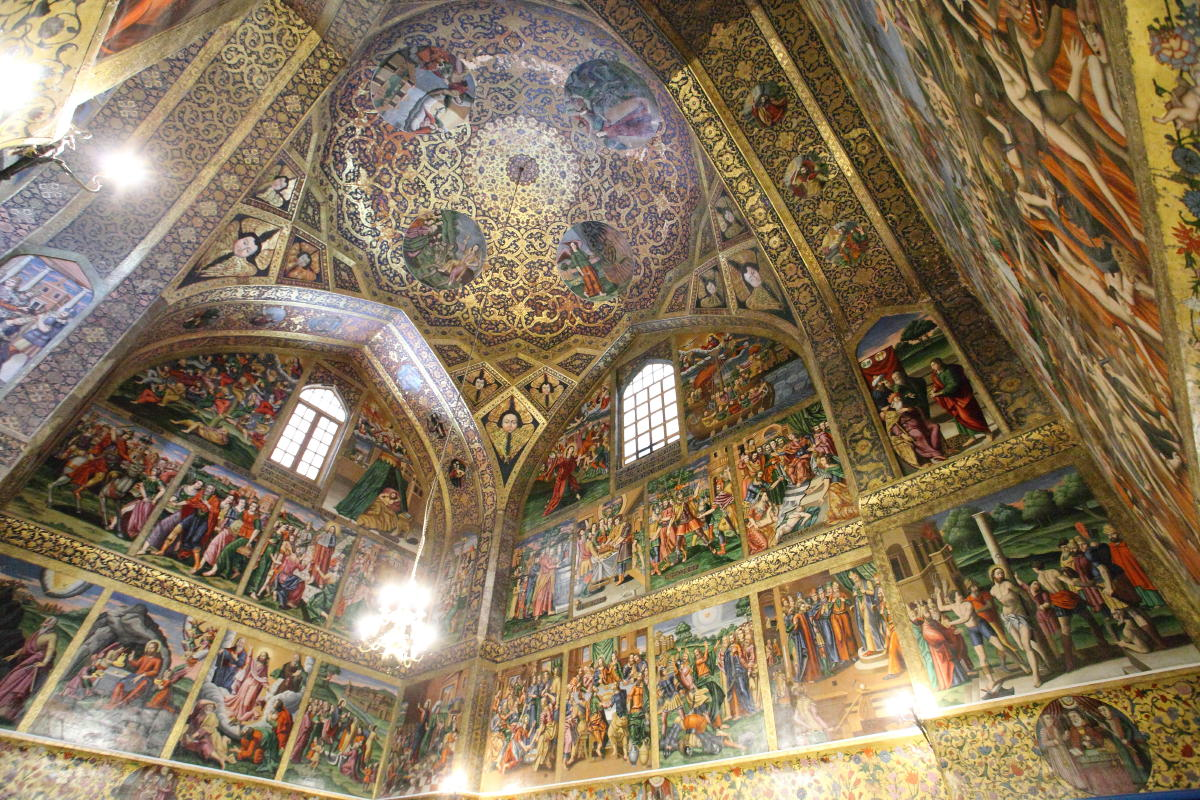
Decke der Vank-Kathedrale in Isfahan

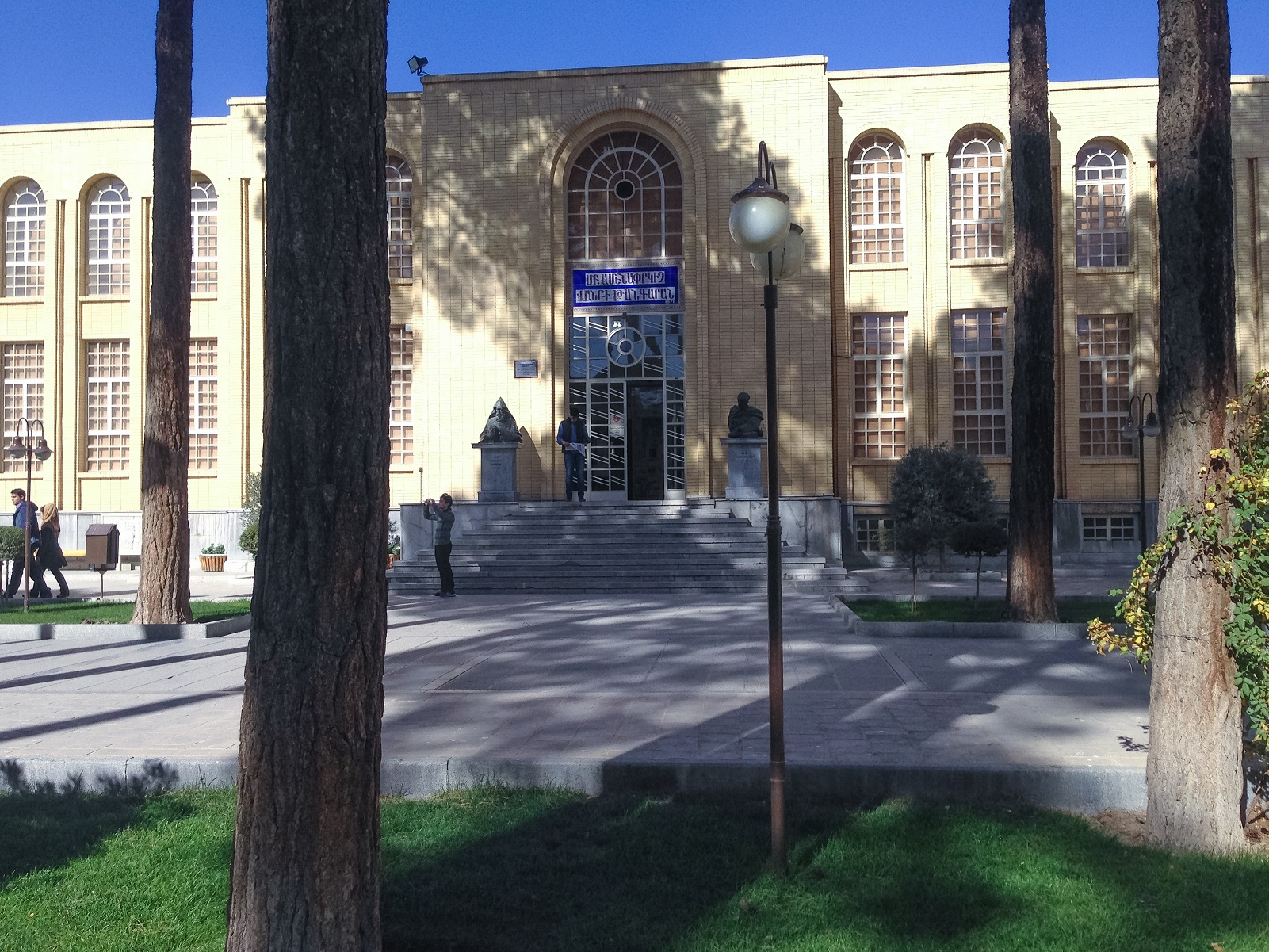
Museum von Khachatur Kesaratsi

#### Armenisch-apostolisch
- Kathedrale zum Heiligen Erlöser (Vank) (Surp Amenaprgich, kurz Vank „das Kloster“) – 1655
- Sankt-Jakob-Kirche (Surp Hakop Mdzbena Hayrapet) – 1607
- Sankt-Georg-Kirche (Surp Gevork) – 1611
- Sankt-Marien-Kirche (Surp Asdvadzadzin) – 1613
- Sankt-Stephan-Kirche (Surp Stepanos Nakhavga) – 1614
- Kirche Johannis des Täufers (Surp Hovannes Mgrditch) – 1621
- Sankt-Katharina-Konvent (Surp Katarine) – 1623
- Sankt-Bethlehem-Kirche (Surp Betłehem) – 1628
- Sankt-Nikolaus-Kirche (Surp Nikołayos Hayrapet) – 1630
- Kirche des Heiligen Gregor des Erleuchters (Surp Grigor Lusavoritch) – 1633
- Sankt-Sarkis-Kirche (Surp Sarkis) – 1659
- Sankt-Minas-Kirche (Surp Minas) – 1659
- Sankt-Nerses-Kirche (Surp Nerses Medz) – 1666

#### Römisch-katholisch
- Kirche Unserer Lieben Frau vom Rosenkranz (Dominikaner) – 1681/1705

#### Protestantisch
- Pauluskirche (anglikanische Diözese Iran) – 1875
- Kirche der Siebenten-Tags-Adventisten – 1957
- Kirche der Dschama'at-e Rabbani (Versammlungen Gottes) – 1965

### Museen
- Museum von Khachatur Kesaratsi im Gebäudekomplex der Erlöserkathedrale

### Armenische Schulen
- Samian (1831–1853)
- Katarinyan (1858–heute)
- Azgayin Kntronakan (1880–heute)
- Gevorg Kananyan (1905–heute)

## In Neu-Dschulfa geborene/aufgewachsene Persönlichkeiten
- Adeodatus Babik (1738–1825), erster Generalabt der Mechitaristen in Wien
- Caro Lucas (1949–2010) – iranischer Computeringenieur
- Hrant Markarian (* 1958) – armenischer Politiker und Vorsitzender der Armenischen Revolutionären Föderation
- Nairy Baghramian (* 1971) – iranisch-armenische Künstlerin (seit 1984 in Berlin)
- Aren Davoudi (b. 1986) – iranischer Basketballspieler
- Oshin Sahakian (b. 1986) – iranischer Basketballspieler
- Armen Tahmazyan (b. 1990) – iranischer Fußballspieler

## Weitere mit Neu-Dschulfa verbundene Persönlichkeiten
- Karekin (Neshan) Sarkissian (1932–1999) – Prälat des armenisch-apostolischen Bistums Isfahan (1971–75), später Katholikos von Kilikien (1983–1994) und Katholikos aller Armenier (1994–1999)
- Nechan Karakéhéyan (b. 1932) – armenisch-katholischer Bischof von Isfahan (2000–2005)